# Gustave Satter
Gustave Satter, skladatelj in pianist, * 12. februar 1832, Brežice, † 1879, Savannah, Georgija.

## Življenjepis
Gustave Satter se je rodil 12. februarja 1832 v Brežicah. Njegov oče je hotel, da bi se vpisal na medicino, vendar se je kaj kmalu posvetil glasbi, kjer je v glavnem deloval kot samouk. Pri 19. je skomponiral mašo in še eno orkestralno delo, temelječo na Schillerjevi Odi radosti, ki pa nista bili deležni večje pozornosti, za razliko od njegove pianistične kariere. Po seriji uspešnih koncertov v New Yorku in Bostonu se je naselil v Združenih državah, kjer je učil, skladal in koncertiral. Skomponiral je tudi eno opero, Olanthe. Leta 1879 je izginil na ameriškem jugu, kjer naj bi po prepričanju umrl v 47. letu starosti na neznanem kraju.